# Arantxa Sánchez Vicario
Aranzazu (Arantxa) Isabel Maria Sánchez Vicario (Barcelona, 18. prosinca 1971.) je bivša profesionalna španjolska tenisačica i bivši svjetski broj 1. U svojoj karijeri osvojila je 10 Grand Slam titula (4 u pojedinačnoj konkurenciji i 6 u igri parova).

## Karijera
Arantxa je počela igrati tenis s četiri godine ugledavši se na svoju braću Emilia i Javiera koji su također profesionalni tenisači.
Iznenadila je teniski svijet kada je 1989. godine, kao 17-godišnjakinja, osvojila Roland Garros pobijedivši u finalu svjetski broj 1 Steffi Graf.

Najuspješnija godina u karijeri bila joj je 1994. kada je osvojila 8 turnira, uključujući Roland Garros i US Open. Na svim Grand Slamovima u svojoj karijeri bila je najmanje dva puta u finalu. Njen omjer pobjeda i poraza u finalima Grand Slamova je 4-8 (protiv Graf i Seleš 3-7). Njena posljednja Grand Slam titula bila je iz Pariza 1998. godine.
Najbolja svjetska igračica bila je 1995. godine kada je prvo mjesto držala 12 tjedana. Nakon Martine Navratilove ona je prva igračica koja je istodobno bila prva igračica svijeta na WTA listi u pojedinačnoj konkurenciji i parovima. 
1991. godine pomogla je španjolskoj reprezentaciji osvojiti Fed Cup. U finalu su bili bolji od američkih tenisačica. Bila je i član španjolske Fed Cup reprezentacije kada su 1993., 1994., 1995. i 1998. godine ponovo bile najbolje. I danas je igračica s najviše pobjeda u Fed Cup natjecanjima (72).

Dva puta je osvojila Hopman Cup. Prvi puta 1990. godine sa svojim bratom Emiliom, a drugi puta 2002. godine kada joj je partner bio Tommy Robredo.

Natjecala se na dvojim Olimpijskim igrama, 1992. u Barceloni i 1996. u Atlanti. Osvojila je 2 srebrne i 2 brončane medalje.
Svoju karijeru je završila s 29 pojedinačnih naslova i 69 naslova u parovima. U 2005. godini, Tennis Magazin ju je svrstao na 27. mjesto liste "40 najvećih tenisača teniske ere".

## Grand Slam finala

### Dobila (4)
| Godina | Grand Slam        | Suparnica u finalu | Rezultat      |
| 1989.  | Roland Garros     | Steffi Graf        | 7-6, 3-6, 7-5 |
| 1994.  | Roland Garros (2) | Mary Pierce        | 6-4, 6-4      |
| 1994.  | US Open           | Steffi Graf        | 1-6, 7-6, 6-4 |
| 1998.  | Roland Garros (3) | Monika Seleš       | 7-6, 0-6, 6-2 |

### Izgubila (8)
| Godina | Grand Slam          | Suparnica u finalu | Rezultat       |
| 1991.  | Roland Garros       | Monika Seleš       | 6-3, 6-4       |
| 1992.  | US Open             | Monika Seleš       | 6-3, 6-3       |
| 1994.  | Australian Open     | Steffi Graf        | 6-0, 6-2       |
| 1995.  | Australian Open (2) | Mary Pierce        | 6-3, 6-2       |
| 1995.  | Roland Garros (2)   | Steffi Graf        | 7-5, 4-6, 6-0  |
| 1995.  | Wimbledon           | Steffi Graf        | 4-6, 6-1, 7-5  |
| 1996.  | Roland Garros (3)   | Steffi Graf        | 6-3, 6-7, 10-8 |
| 1996.  | Wimbledon (2)       | Steffi Graf        | 6-3, 7-5       |

### Nastupi na Grand Slamovima
| Turnir          | 1987. | 1988. | 1989. | 1990. | 1991. | 1992. | 1993. | 1994. | 1995. | 1996. | 1997. | 1998. | 1999. | 2000. | 2001. | 2002. | Ukupno |
| --------------- | ----- | ----- | ----- | ----- | ----- | ----- | ----- | ----- | ----- | ----- | ----- | ----- | ----- | ----- | ----- | ----- | ------ |
| Australian Open | A     | A     | A     | A     | SF    | SF    | SF    | F     | F     | QF    | 3R    | QF    | 2R    | QF    | A     | 1R    | 0 / 11 |
| Roland Garros   | QF    | QF    | W     | 2R    | F     | SF    | SF    | W     | F     | F     | QF    | W     | SF    | SF    | 2R    | 1R    | 3 / 16 |
| Wimbledon       | 1R    | 1R    | QF    | 1R    | QF    | 2R    | 4R    | 4R    | F     | F     | SF    | QF    | 2R    | 4R    | 2R    | A     | 0 / 15 |
| US Open         | 1R    | 4R    | QF    | SF    | QF    | F     | SF    | W     | 4R    | 4R    | QF    | QF    | 4R    | 4R    | 3R    | 1R    | 1 / 15 |
| SR              | 0 / 3 | 0 / 3 | 1 / 3 | 0 / 3 | 0 / 4 | 0 / 4 | 0 / 4 | 2 / 4 | 0 / 4 | 0 / 4 | 0 / 4 | 1 / 4 | 0 / 4 | 0 / 4 | 0 / 3 | 0 / 3 | 4 / 57 |

A = nije nastupila

SR = broj osvojenih naslova u odnosu na broj nastupa

## Pojedinačni naslovi
- 1988 - Belgian Open
- 1989 - Roland Garros, Barcelona
- 1990 - Barcelona, Newport
- 1991 - Washington
- 1992 - Miami, Canadian Open
- 1993 - Miami, Amelia Island, Barcelona, Hamburg
- 1994 - Roland Garros, US Open, Amelia Island, Barcelona, Hamburg, Canadian Open, Tokio [Nichirei], Oakland
- 1995 - Barcelona, Berlin
- 1996 - Hilton Head, Hamburg
- 1998 - Roland Garros, Sydney
- 1999 - Kairo
- 2001 - Porto, Madrid

## Vanjske poveznice
- WTA profil  Arhivirana inačica izvorne stranice od 1. listopada 2007. (Wayback Machine)